# Raimkul Malakhbekov
Raimkul Malakhbekov (en russe : Раимкуль Худойназарович Малахбеков, transcription française : Raïmkoul Khoudoïnazarovitch Malakhbekov) est un boxeur russe né le 16 août 1974 à Douchanbé, en RSS du Tadjikistan (Union soviétique).

## Carrière sportive
Médaillé d'argent aux Jeux olympiques de Sydney en 2000 et de bronze aux Jeux d'Atlanta en 1996 dans la catégorie poids coqs, il remporte également au cours de sa carrière amateur 2 titres mondiaux et 2 titres européens entre 1993 et 2002.

## Parcours auxJeux olympiques
Jeux olympiques d'été de 1996 à Atlanta (poids coqs) :
- Bat José Miguel Cotto (Porto Rico) 16-6
- Bat Abdelaziz Boulehia (Algérie) par arrêt de l'arbitre au 3e round
- Bat Davaatseren Jamgan (Mongolie) 21-9
- Perd contre Arnaldo Mesa (Cuba) sur décision de l'arbitre (14-14)

 Jeux olympiques d'été de 2000 à Sydney (poids coqs) :
- Bat Ceferino Labarda (Argentine) par arrêt de l'arbitre au 3e round
- Bat Theimuraz Khurtsilava (Géorgie) 13-7
- Bat Alisher Rahimov (Ouzbékistan) 16-10
- Bat Sergey Danilchenko (Ukraine) 15-10
- Perd contre Guillermo Rigondeaux (Cuba) 12-18